# Ormosia flaveola
Ormosia flaveola är en tvåvingeart som först beskrevs av Daniel William Coquillett 1900.  Ormosia flaveola ingår i släktet Ormosia och familjen småharkrankar. Inga underarter finns listade i Catalogue of Life.